# Enrico Cialdini
Enrico Cialdini (Castelvetro di Modena, 1811. augusztus 10. – Livorno, 1892. november 18.) gaeta-i herceg, olasz tábornok, politikus.

## Életútja
1831-ben a pápai államban kitört felkelés alkalmából a nemzeti felkelő seregbe állt be. 1833-ban Portugáliában spanyol szolgálatba lépett, ahol a karlisták ellen tanúsított bátorságáért ezredparancsnokká nevezték ki, de már 1841-ben az Espartero ellen szőtt összeesküvésben való állítólagos részvétele miatt állásából elmozdították. 1843-ban feleségül vett egy gazdag valenciai nőt, 1848-ban pedig az olasz felkelés hírére és a milánói ideiglenes kormány hívására hazájába tért vissza és önkéntes ezredet vezérelt a novarai csatában. A békekötés után is megmaradt a szárd-piemonti sereg soraiban, 1855-ben pedig egy dandárt vezényelt a krími háborúban. Visszatérése után Viktor Emánuel király szárnysegéde és az ivreai hadi iskola felügyelője lett.
1859-ben a szárd–francia–osztrák háborúban a 4. hadosztály vezetésével bízták meg, melynek élén aztán Palestro mellett a Sesián való átkelést kierőszakolta, amiért alezredessé nevezték ki. 1860-ban, amikor Garibaldi Nápolyba nyomult, Cialdini egy szárd–piemonti sereg élén bevonult az egyházi államba, és a Lamoriciere alatt küzdő pápai sereget Castelfidardo mellett szeptember 18-án könnyűszerrel megverte. Ezután Nápolyba hatolt, ahol egy nápolyi hadtestet Isernia és Sesia mellett győzött le október 17-én, továbbá 90 napi ostrom után Capuát november 2-án, Gaetát 1861. február 15-én, Messina fellegvárát pedig március 13-án kényszerítette megadásra. Ekkor aztán Viktor Emánuel Gaeta hercegévé, tábornokává és Nápoly helytartójává nevezte ki, mely állásában erélyesen fáradozott a titkos rablószövetkezetek kiirtásán, de a kormánnyal felmerült nézeteltérése miatt már 1862. november 1-jén átadta helyét La Marmora tábornoknak. Midőn 1862-ben Garibaldi újból fölkelt, a torinói udvar Cialdinit, mint katonai diktátort Szicíliába küldte, hogy Garibaldi önkénteseit feltartóztassa. Cialdini ekkor Aspromonte mellett Garibaldit megadásra bírta, csapatát feloszlatta. Ezután Bolognába nevezték ki katonai parancsnokká. 1864 márciusában pedig szenátorrá választották. 
Az 1866-os háborúban a jobb szárny élén a Pó alsó folyásánál kellett volna átkelnie, de mielőtt még feladatát megoldotta volna, az osztrákok az olasz fősereget Custozzánál legyőzték és megszalasztották. A király erre Cialdinit tette La Marmora helyébe a táborkar főnökévé. Csak a fegyverszünet után, júliusban kelt át Cialdini a Pó folyón és szállta meg a velencei királyság déli részeit. 1870-ben Amadeo aostai herceget, akit a spanyolok királynak választottak, Spanyolországba kísérte, hivatalt azonban ott nem vállalt. 1873. december 1-jén Firenzébe ment tábornoknak, 1876-ban pedig Párizsba követnek, de 1881-ben visszahívását kérte, és újra elfoglalta katonai állasát.